# Lijst van werken van Filippo Lippi
Deze lijst geeft een overzicht van de werken van de Italiaanse renaissanceschilder Filippo Lippi.

## Schilderijen en fresco's
| Afbeelding | Titel | Datering      | Techniek          | Afmetingen h × b cm                                 | Verblijfplaats                                                                                         | Opmerkingen                                                                      |
| ---------- | --- | ------------- | ----------------- | --------------------------------------------------- | --- | -------------------------------------------------------------------------------- |
|            | Instelling van de karmelitische leefregel of Thebaïde | ca. 1430      | fresco            | 386 × 480                                           | Florence, Santa Maria del Carmine                                                                      |                                                                                  |
|            | Trivulzio-Madonna | ca. 1430      | tempera op paneel | 62 × 167,5                                          | Milaan, Pinacoteca del Castello Sforzesco                                                              |                                                                                  |
|            | Tronende Madonna met engelen en heiligen | ca. 1430      | tempera op paneel | 43,7 × 34,3                                         | Empoli, Museo della collegiata di Sant'Andrea                                                          |                                                                                  |
|            | Madonna met engelen, heiligen en stichter | ca. 1430      | tempera op paneel | 47,1 × 36                                           | Venetië, Fondazione Giorgio Cini                                                                       |                                                                                  |
|            | Triptiek met de Madonna van de nederigheid en heiligen | ca. 1430      | tempera op paneel | 42,3 × 50,3                                         | Cambridge, Fitzwilliam Museum                                                                          |                                                                                  |
|            | Christus toont zijn wonden | ca. 1432      | tempera op paneel | 21 × 35                                             | Verona, Museo di Castelvecchio                                                                         |                                                                                  |
|            | Maria met Kind | ca. 1433-1436 | tempera op paneel | 27,5 × 21                                           | Vicenza, Banca Popolare di Vicenza (voorheen – tot 2010 – in Prato, Galleria di Palazzo degli Alberti) |                                                                                  |
|            | Maria met Kind | ca. 1435      | tempera op paneel | 81 × 100                                            | Salt Lake City, Utah Museum of Fine Arts                                                               | Beschadigd fragment van een altaarstuk                                           |
|            | Christus toont zijn wonden | 1435-1440     | tempera op paneel | 22 × 15                                             | Florence, Museo Horne                                                                                  |                                                                                  |
|            | Annunciatie | 1435-1440     | tempera op paneel | 100 x 161                                           | Washington, National Gallery of Art                                                                    |                                                                                  |
|            | Tronende Madonna of Madonna van Tarquinia | 1437          | tempera op paneel | 114 × 65                                            | Rome, Gallerie Nazionali d'Arte Antica                                                                 |                                                                                  |
|            | Pietà | 1437-1439     | tempera op paneel | 57,5 × 32                                           | Milaan, Museo Poldi Pezzoli                                                                            |                                                                                  |
|            | Barbadori-retabel | 1438          | tempera op paneel | 208 × 244                                           | Parijs, Louvre                                                                                         |                                                                                  |
|            | Panelen van de predella van het Barbadori-retabel: - Sint-Fridianus verlegt de loop van de Serchio - Aankondiging van de dood van Maria en het bezoek van de apostelen - Verschijning van de Heilige Geest aan Sint-Augustinus | 1438          | tempera op paneel | totale breedte (met lijst): 40 × 235                | Florence, Uffizi                                                                                       |                                                                                  |
|            | Annunciatie (twee panelen) | 1438-1439     | tempera op paneel | elk paneel: 64 × 23                                 | New York, Frick Collection                                                                             |                                                                                  |
|            | De boetvaardige Hiëronymus | ca. 1439      | tempera op paneel | 54 × 37                                             | Altenburg, Lindenau-Museum                                                                             |                                                                                  |
|            | Annunciatie van Martelli | ca. 1440      | tempera op paneel | 175 × 183                                           | Florence, San Lorenzo, Cappella Martelli                                                               |                                                                                  |
|            | Portret van een vrouw met een man aan het venster | 1435-1436     | tempera op paneel | 64,1 × 41,9                                         | New York, Metropolitan Museum of Art                                                                   |                                                                                  |
|            | Portret van een vrouw | ca. 1445      | tempera op paneel | 49,3 × 32,7                                         | Berlijn, Gemäldegalerie                                                                                |                                                                                  |
|            | Madonna met vier kerkvaders (middendeel): Tronende Madonna met twee engelen | ca. 1440-1450 | tempera op paneel | 122,6 × 62,9                                        | New York, Metropolitan Museum of Art                                                                   |                                                                                  |
|            | Madonna met vier kerkvaders (linkerdeel): Kerkvaders Augustinus en Ambrosius | ca. 1440-1450 | tempera op paneel | 120 × 55                                            | Turijn, Accademia Albertina di Belle Arti                                                              |                                                                                  |
|            | Madonna met vier kerkvaders (rechterdeel): Kerkvaders Gregorius en Hiëronymus | ca. 1440-1450 | tempera op paneel | 120 × 55                                            | Turijn, Accademia Albertina di Belle Arti                                                              |                                                                                  |
|            | Annunciatie | 1440-1445     | tempera op paneel | 155 × 144                                           | Rome, Gallerie Nazionali d'Arte Antica                                                                 |                                                                                  |
|            | Kroning van Maria of Maringhi-Kroning | ca. 1441-1447 | tempera op paneel | 200 × 287                                           | Florence, Uffizi                                                                                       |                                                                                  |
|            | Wonder van Sint-Ambrosius | ca. 1441-1447 | tempera op paneel | 28 × 52,5                                           | Berlijn, Gemäldegalerie                                                                                | Paneel van de predella van de Kroning van Maria                                  |
|            | Maria met Kind | ca. 1442      | tempera op paneel | 79 × 51,1                                           | Washington, National Gallery of Art                                                                    |                                                                                  |
|            | Kroning van Maria of Marsuppini-Kroning | na 1444       | tempera op paneel | 172 × 251                                           | Roma, Vaticaanse Pinacotheek                                                                           |                                                                                  |
|            | Noviziato-retabel of Retabel van het noviciaat | ca. 1445      | tempera op paneel | 196 × 196                                           | Florence, Uffizi                                                                                       |                                                                                  |
|            | Annunciatie | 1445-1450     | tempera op paneel | 118 × 175                                           | Rome, Galleria Doria Pamphilj                                                                          |                                                                                  |
|            | Sint-Benedictus geeft Sint-Maurus de opdracht Sint-Placidus te redden | 1445-1450     | tempera op paneel | 41,9 × 71,5                                         | Washington, National Gallery of Art                                                                    | Paneel van een predella                                                          |
|            | Verschijning van Maria aan Sint-Bernardus | 1447          | tempera op paneel | 98 × 106                                            | Londen, National Gallery                                                                               |                                                                                  |
|            | Aanbidding van de wijzen of Cook-tondo | 1449-1455     | tempera op paneel | 137,2 cm (diameter)                                 | Washington, National Gallery of Art                                                                    | Het schilderij werd begonnen door Fra Angelico                                   |
|            | Annunciatie | ca. 1450      | tempera op paneel | 203 × 186                                           | München, Alte Pinakothek                                                                               |                                                                                  |
|            | Ontmoeting bij de Gouden Poort | ca. 1450      | tempera op paneel | 20,5 × 47,9                                         | Oxford, Ashmolean Museum                                                                               |                                                                                  |
|            | Maria met Kind | 1450-1455     | tempera op paneel | 80 × 52,5                                           | Parma, Fondazione Magnani-Rocca                                                                        |                                                                                  |
|            | Alessandri-retabel of Tronende Sint-Laurentius met stichters en de heiligen Cosmas en Damianus | ca. 1453      | tempera op paneel | middenpaneel: 120,9 × 105,9 zijpanelen: 72,4 × 38,1 | New York, Metropolitan Museum of Art                                                                   | Verminkt en sterk gerestaureerd                                                  |
|            | Vier panelen met de Annunciatie en de heiligen Antonius-Abt en Johannes de Doper | 1452-1453     | tempera op paneel | elk paneel: 57 × 24                                 | Florence, Uffizi                                                                                       |                                                                                  |
|            | Madonna del Ceppo | 1452-1453     | tempera op paneel | 187×120                                             | Prato, Museo Civico                                                                                    |                                                                                  |
|            | Begrafenis van de heilige Hiëronymus | 1452-1460     | tempera op paneel | 268 × 165                                           | Prato, Museo dell'Opera del Duomo                                                                      |                                                                                  |
|            | De verhalen van Sint-Stefanus en Johannes de Doper: - Vier evangelisten - Ontvoering van de pasgeboren Stefanus - Vertrek van Stefanus - Steniging van Stefanus - Begrafenis van Stefanus - Geboorte van Johannes de Doper - Afscheid van zijn ouders, gebed en prediking in de woestijn - Onthoofding van Johannes de Doper - Banket van Herodes | 1452-1464     | fresco            |                                                     | Cappella Maggiore van de Kathedraal van Prato                                                          |                                                                                  |
|            | De heiligen Augustinus, Franciscus, Benedictus en een heilige bisschop | ca. 1452-1464 | tempera op paneel | 142,2 × 100,3                                       | New York, Metropolitan Museum of Art                                                                   |                                                                                  |
|            | Visioen van Sint-Augustinus | 1452-1465     | tempera op paneel | 28 × 51,5                                           | Sint-Petersburg, Hermitage                                                                             |                                                                                  |
|            | Madonna della Cintola (Madonna met de Heilige Gordel) | 1456-1460     | tempera op paneel | 207 × 200                                           | Prato, Museo civico                                                                                    |                                                                                  |
|            | Heilige Antonius-Abt en aartsengel Michaël | 1456          | tempera op paneel | 81,3 × 29,8                                         | Cleveland, Cleveland Museum of Art                                                                     |                                                                                  |
|            | Annunciatie | ca. 1453-1459 | tempera op paneel | 68 × 151,5                                          | Londen, National Gallery                                                                               |                                                                                  |
|            | Zeven heiligen | ca. 1453-1459 | tempera op paneel | 68 × 151,5                                          | Londen, National Gallery                                                                               |                                                                                  |
|            | Aanbidding van het Christuskind uit het Annalena-klooster | ca. 1455      | tempera op paneel | 137 × 134                                           | Florence, Uffizi                                                                                       |                                                                                  |
|            | Geboorte van Christus met Sint-Joris en de heilige Vicenzo Ferrer | ca. 1455-1466 | tempera op paneel | 146,5 × 156,5                                       | Prato, Museo civico                                                                                    |                                                                                  |
|            | Aanbidding van het Christuskind uit het palazzo Medici | 1458-1460     | tempera op paneel | 129,5 × 118,5                                       | Berlijn, Gemäldegalerie                                                                                |                                                                                  |
|            | Maria met Kind en twee engelen ("Lippina") | ca. 1457-1469 | tempera op paneel | 95 × 63,5                                           | Florence, Uffizi                                                                                       |                                                                                  |
|            | Aanbidding van het Christuskind uit het Camaldoli-klooster | ca. 1463      | tempera op paneel | 140 × 130                                           | Florence, Uffizi                                                                                       |                                                                                  |
|            | Tondo Bartolini | ca. 1465      | tempera op paneel | 135 cm (diameter)                                   | Florence, Galleria Palatina                                                                            |                                                                                  |
|            | Maria met Kind | ca. 1465      | tempera op paneel | 76,3 × 54,2                                         | München, Alte Pinakothek                                                                               |                                                                                  |
|            | Maria met Kind | ca. 1466-1469 | tempera op paneel | 115 × 71                                            | Florence, Palazzo Medici-Riccardi                                                                      | Op de achterzijde van het paneel staat een tekening van het hoofd van Hiëronymus |
|            | Scènes uit het leven van Maria: - Annunciatie - Sterfbed van Maria - Geboorte van Christus - Kroning van Maria | 1466-1469     | fresco            |                                                     | Spoleto, Kathedraal van Spoleto                                                                        |                                                                                  |